# Vasst emot
Vasst emot är i folktron användandet av apotropeiska föremål (föremål som är avvärjande mot ondska) som fungerar genom att de är vassa eller spetsiga. Under vissa omständigheter kunde ett vasst föremåls effekt förstärkas, till exempel hos vådastål eller ångerstål. Den i medelhavsländerna använda gesten corna fungerar enligt principen vasst emot, fast då används lill- och pekfingret som symbol för ett vasst horn.